# بارك سونغهيون
بارك سونغهيون (Park Sung-Hyun) هي لاعبة أولمبية لرياضة نبالة من كوريا الجنوبية. شاركت في الأولمبياد الصيفي في 2004–2008، وفازت بما مجموعه 4 ميداليات.

## الميداليات
| ذهب | فضة | برونز | المجموع |
| 3   | 1   | 0     | 4       |

## روابط خارجية
- بارك سونغهيون على موقع الاتحاد الدولي للرماية بالسهام (الإنجليزية)
- بارك سونغهيون على موقع أوليمبيديا (الإنجليزية)